# Kvarteret Vedbäraren

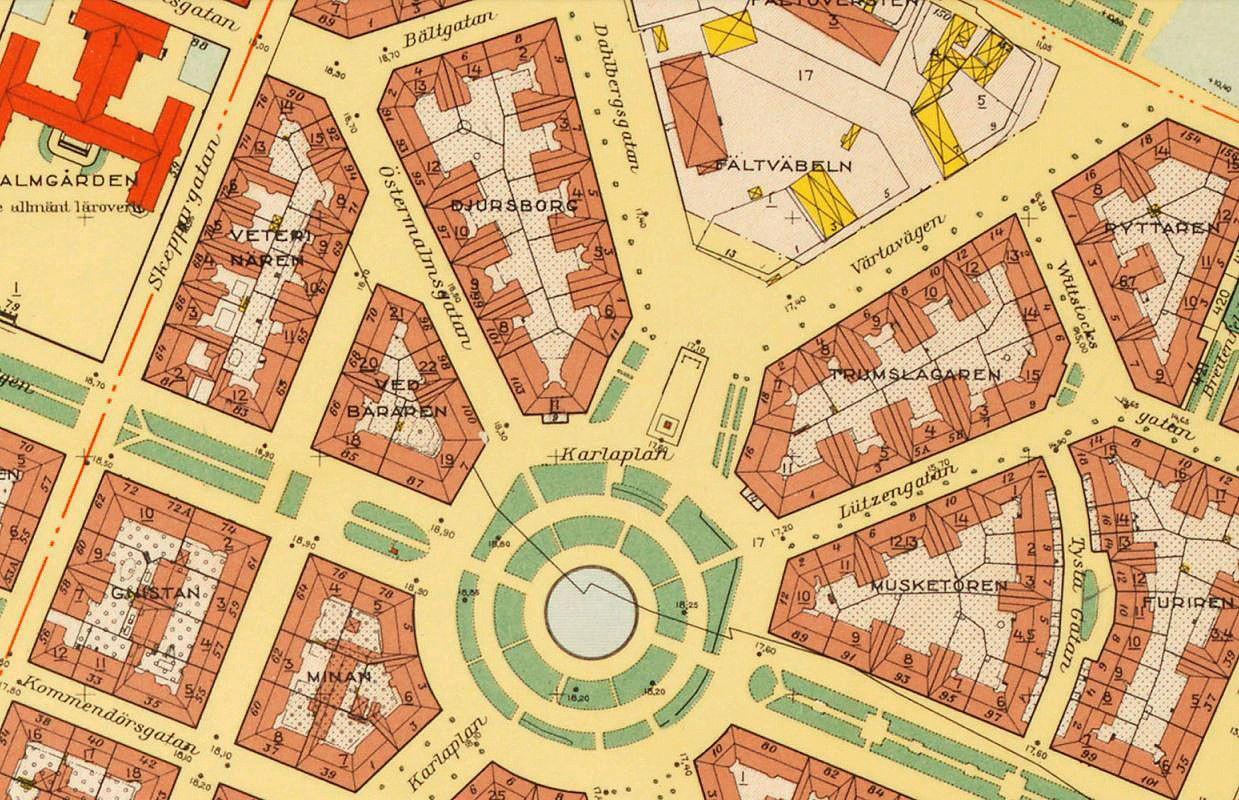
Kvarteren Vedbäraren, Djursborg, Trumslagaren med flera, 1938.

Kvarteret Vedbäraren ligger på Östermalm i Stockholm. Kvarteret omges av Karlaplan i sydost, av Karlavägen i söder, av Grevgatan i väster och av Östermalmsgatan i nordost. Inom kvarteret finns flera kulturhistoriskt värdefulla byggnader.

## Historik
Vedbäraren är det minsta av åtta kvarter som ligger kilformat runt Karlaplan. Ett kvarter vid namn Wedbärare (nr 34) finns utsatt på Petrus Tillaeus karta från 1733 men avsåg då ett långsträckt kvarter intill tullstaketet direkt nordväst om Ladugårdslandstullen. När Veterinärinstitutets byggnader uppfördes här 1880 försvann kvartersnamnet Vedbäraren från Stockholms kartor och ersattes av det mera passande kvartersnamnet Veterinären. Sin nuvarande placering och form fick Vedbäraren 1911 när området norr om Karlaplan stadsplanerades av stadsplanearkitekten Per-Olof Hallman och stadsingenjören Herman Ygberg, där har kvarteret nummer IX. Stadsplanen föreskrev bland annat att kvarteren skulle bebyggas med stora och höga bostadshus med undantag av kvarteret Fältöversten, som skulle upptas av en monumental offentlig byggnad, vilken dock aldrig uppfördes.

## Bebyggelse, allmänt

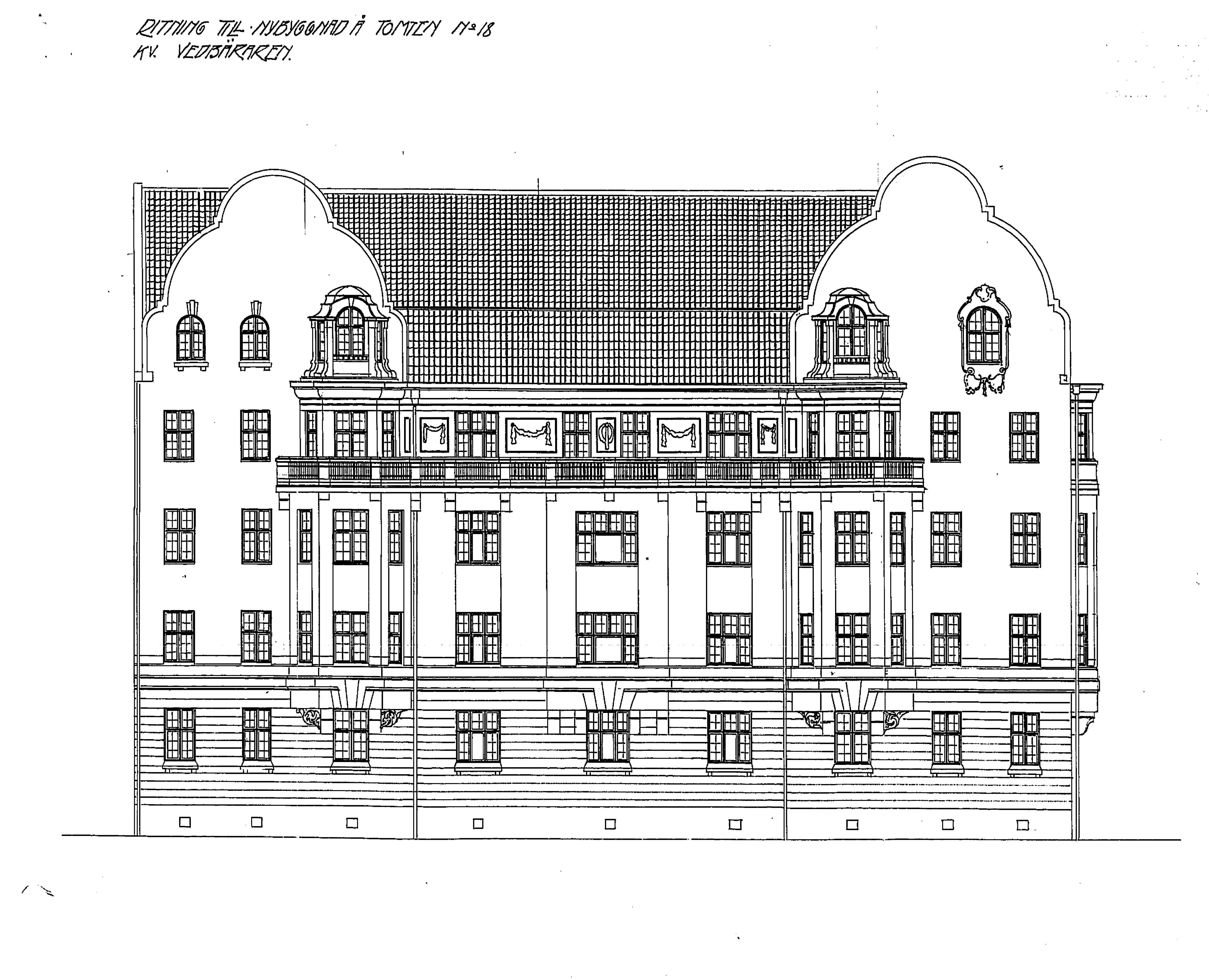
Vedbäraren 18, fasadritning, 1913.

Vedbäraren består av fem fastigheter: Vedbäraren 18, 19, 20, 21 och 22. Samtliga byggnader uppfördes mellan 1913 och 1926 och har höga kulturhistoriska värden. En fastighet, Vedbäraren 18, är blåmärkt av Stadsmuseet i Stockholm vilket innebär "att bebyggelsen bedöms ha synnerligen höga kulturhistoriska värden". Övriga byggnader är grönmärkta och bedöms av Stadsmuseet vara "särskilt värdefulla från historisk, kulturhistorisk, miljömässig eller konstnärlig synpunkt".
Samtliga fastigheter
- Vedbäraren 18, Karlavägen 85, arkitekt Hagström & Ekman (1913).[3]
- Vedbäraren 19, Karlaplan 7, arkitekt Gustaf Adolf Falk (1926).[4]
- Vedbäraren 20, Grevgatan 68, arkitekt August Palmér (1925).[5]
- Vedbäraren 21, Grevgatan 70-72, arkitekt Sven Wallander (1924).[6]
- Vedbäraren 22, Östermalmsgatan 98, arkitekt Sven Wallander (1924).[7]